# 彭澤 (弘治進士)
彭澤（1459年—1529年），字濟物，號幸菴，陝西承宣布政使司臨洮府蘭州（今甘肅省蘭州市）人，明朝政治人物、军事将领。官至兵部尚書。

## 生平
弘治三年（1490年）庚戌科進士，授工部主事，歷刑部郎中。出為直隸徽州府知府，任內賞識禮遇生員唐皋，後來唐皋考中狀元。
正德初年，改任真定府知府，為政嚴明。升任浙江副使、河南按察使，均已威猛而著稱。升任右僉都御史、遼東巡撫。改右副都御史、保定巡撫。當時劉惠、趙鐩在河南叛亂，命彭澤與咸寧伯仇鉞進剿，連續數十次戰役后，平定。后晉升爲右都御史、太子少保，廕子錦衣世百戶。替代洪鍾總督川、陝諸軍，討伐四川廖麻子、喻思俸叛軍。平定后，不久，內江、榮昌賊亂再起，之後他轉移征討，平定后升任左都御史、太子太保。
其再三請求歸還后，得到批准；但未離開時，恰逢土魯番佔據哈密，逮捕忠順王速檀拜牙郎離去，并索要金幣。總制鄧璋、甘肅巡撫趙鑑等上報，請求派遣大臣經略。大學士楊廷和等一同舉薦彭澤。彭澤因為久居戰場早已生厭，請求歸鄉引病辭職，并推舉鄧璋、咸寧侯仇鉞可繼任。明武宗下詔書慰問勉勵，方才赴任陝甘總督。為抵達后事平，遂歸還處理都察院事。當初，兵部尚書一職位缺，廷臣舉薦彭澤，但王瓊得到，且私下詆毀彭澤。言官多彈劾王瓊，於是兩人有矛盾。彭澤又時常辱駡錢寧，王瓊告訴錢寧，但錢未聽信。王瓊於是邀請彭澤喝酒，并在屏間藏匿錢寧，挑撥彭澤喝醉并辱駡，使得錢寧聽到。當時恰逢蒙古入侵宣府，廷臣商議以許泰率領部隊進攻，彭澤總制東西兩邊軍務。詔書剛下，罷免許泰，又不命彭澤總制，唯獨派遣提督率領兩個遊擊部隊六千人，意以困住彭澤。彭澤於是上奏派遣成國公朱輔，恰逢蒙古撤軍，彭澤歸還梳理都察院事。
當初寫亦虎仙私下與土魯蕃酋速檀滿速兒勾結，而彭澤最初不知而派遣。滿速兒以城印來歸降，留下速檀拜牙郎等人。寫亦虎仙再次出使并私通滿速兒，準備進占肅州。當時，彭澤已經離開，趙鑑也離去，李昆擔任甘肅巡撫，他顧慮有變，在甘州扣留人質，并驅逐寫亦虎仙出關。滿速兒聽後大怒，再次進占哈密，并分兵進攻沙洲，親自率萬余騎兵進犯嘉峪關。遊擊芮寧與參將蔣存禮抵禦，芮寧率領七百部隊在沙子壩遇到敵軍，后兵敗陣亡。滿速兒遂屠城殺掠。明武宗再次詔彭澤提督三邊軍務。恰逢副使陳九疇稱因為逮捕使者而使得內應絕，於是再次請求和議。於是撤銷彭澤出兵，彭澤乞求歸鄉。此後，王瓊追論嘉峪關戰敗，而錢寧從中參與，而大學士梁儲等堅持反對，於是事方止。王瓊仍然堅持追論彭澤事，李昆、陳九疇一同被逮捕追論。彭澤被貶為民、李昆被罷免官位，陳九疇除名。明世宗繼任后，錢寧事敗，王瓊亦得罪。御史楊秉中請求召回彭澤，隨即起用為光禄大夫、柱国、太子太保、兵部尚書、侍经筵、奉敕提督團營軍務。李昆、陳九疇兩人亦恢復官職。
嘉靖元年（1522年），彭澤對軍隊官員進行改制，淘汰錦衣衛所等官員，從而招致大量積怨。言官交相彈劾，仍然加少保，賜敕乘傳歸。當時錦衣百戶王邦奇亦詆毀彭澤，稱哈密之事，是因為彭澤賄賂土魯番求和而導致，言語涉及楊廷和、陳九疇等。因此張璁、桂萼遂逮捕陳九疇戍邊。而彭澤亦被奪職為民，家居鬱鬱而卒。隆慶初年，恢復官職，諡襄毅。

## 家族
先祖江西卢陵人，后定居湖南长沙湘阴，高祖父因军功驻守并移居兰州。明正德7年（1512年）彭泽编纂有《长沙青山彭氏宗谱》。
曾祖彭斌；祖父彭瑄；外祖段坚；父彭錠，前母趙氏；母唐氏。严侍下。弟彭冲。

## 相关
- 川蜀盜亂
- 哈密之爭

## 延伸阅读
[在维基数据编辑]
 《明史卷一百九十八》，出自《明史》